# Telmatobins
Telmatobiinae és una subfamília de granotes de la família Leptodactylidae que es troba a Sud-amèrica.

## Gèneres antics
- Alsodes Bell, 1843
- Atelognathus Lynch, 1978
- Batrachophrynus Peters, 1873
- Batrachyla Bell, 1843
- Caudiverbera Laurenti, 1768
- Eupsophus Fitzinger, 1843
- Hylorina Bell, 1843
- Insuetophrynus Barrio, 1970
- Somuncuria Lynch, 1978
- Telmatobius Wiegmann, 1834
- Telmatobufo Schmidt, 1952

## Nous gèneres
La major part dels gèneres assignats originalment als telmatobins s'han mogut a altres famílies. Amb Batrachophrynus inclòs a Telmatobius, l'únic gènere mantingut a Telmatobiidae és Telmatobius.
- Alsodes i Eupsophus s'han mogut a la família Alsodidae.
- Insuetophrynus és a Rhinodermatidae.
- Telmatobufo s'ha desplaçat a Calyptocephalellidae.
- Atelognathus, Batrachyla i Hylorina són a una nova família, Batrachylidae.
- Somuncuria s'ha inclòs al gènere Pleurodema.